# Synodites amoenus
Synodites amoenus är en stekelart som först beskrevs av Per Abraham Roman 1909.  Synodites amoenus ingår i släktet Synodites och familjen brokparasitsteklar. Arten är reproducerande i Sverige. Inga underarter finns listade i Catalogue of Life.